# 世界历史 (纪录片)
《世界历史》是CCTV-62008年出品的一部纪录片。
世界历史历时8年制作，耗资3000万，是中国大陆第一部采用高清晰数字技术拍摄的世界历史纪录片。撰稿工作由中国社会科学院世界历史研究所主持，采访62个国家和地区。全面地讲述了人类社会发展过程、人类历史发展趋势及规律。